# François de Nion
Œuvres principales
- Les Façades, 1898

François Doré, comte de Nion, dit François de Nion, né à Pierrefonds (Oise) le 13 août 1854 et mort à Paris le 11 janvier 1923, est un romancier et auteur dramatique français.

## Biographie
Né d'un père ministre plénipotentiaire, signataire du traité de Tanger en 1844, François de Nion entre à sa suite dans la diplomatie pour devenir attaché à l'ambassade de Paris, puis de La Haye. Démissionnaire en 1881, il entame sa carrière littéraire en écrivant pour La Nouvelle Revue.
En 1888, il assure avec Casimir Stryienski la publication du Journal inédit de Stendhal.
Il est directeur de La Revue indépendante de 1889 à 1891, époque à laquelle il publie ses premiers romans. Ses premiers succès lui viennent à partir des Façades (1898), « roman d'aventures mondaines », qui a pour ambition de mettre à nu les « façades » de la haute société parisienne, et qui se termine par une description du terrible incendie du Bazar de la Charité.
À partir de 1907, il écrit aussi pour la scène, tout en contribuant, avec des contes et des critiques littéraires et théâtrales, à de nombreuses revues.

## Œuvres

### Romans
- L'Usure (1889)
- La Peur de la mort (1891)
- L'Obex (1894)
- L'An rouge (1898)
- Les Façades, roman d'aventures mondaines (1898)
- L'Amoureuse de Mozart (1899)
- Histoires risquées des dames de Moncontour (1900)
- Les Derniers Trianons, roman d'une amie de Marie-Antoinette (1900)
- La Morte irritée (1901) Texte en ligne (La Revue blanche)
- Les Passantes (1902)
- Bellefleur, roman d'un comédien au XVIIe siècle (1903)
- Dames éphémères (1904)
- Notre chair. Le Soleil de Brumaire : souvenirs d'un officier républicain (1907)
- La Belle au bois dormait...  (1908), roman (Albin Michel)
- Contes sportifs et fantasques ; La Dépêche de Mars (v. 1909)
- L'Étrange maîtresse (1910)
- L'Agonie de l'aigle (1813-1814) (1914)
- Pendant la guerre (1915)
- Son sang pour l'Alsace (1916)
- L'Amour défendu (1918)
- Monsieur de Charlys (1918)
- Jacqueline et Colette (1920)
- Le Page de la reine (1921)
- Vive l'Empereur ! (1927)

### Théâtre
- La Matérialisation de Miss Nunay, comédie en 1 acte, Théâtre du Grand Guignol, 28 mai 1907
- L'Angoisse, comédie en 3 actes, Théâtre Femina, 19 mai 1908
- Lauzun pièce en 4 actes, avec Gustave Guiches, Théâtre de la Porte-Saint-Martin, 16 avril 1909
- La Veille du bonheur, comédie en 1 acte, avec Georges de Buysieulx, Paris, Comédie-Française, 29 juin 1909. Texte en ligne (Je sais tout)
- La Halte, pièce en 1 acte, Théâtre du Grand Guignol, 18 novembre 1909
- L'Alerte, pièce en 3 actes, avec Henry Dupuy-Mazuel, Paris, Théâtre François-Coppée, 9 février 1912
- L'État second, pièce en 3 actes, Paris, Les Escholiers, 26 avril 1913

## Sources
- Joseph Uzanne, Figures contemporaines tirées de l'Album Mariani, Paris, Librairie Henri Floury, vol V, 1900.
- C.-E. Curnier, Dictionnaire national des contemporains, vol. 1, [s. d.], p. 130.